# 陳冠義
陳冠義（1976年11月13日－），現任桃園市政府農業局局長。